# Бойе, Аксель Иванович
Аксель Иванович Бойе (1828—1903) — российский контр-адмирал.

## Биография
Аксель Иванович Бойе происходил из древнего Богемского рода Бойе, потомок переселенцев в Финляндию и Остзейские земли Российской империи. Сын барона Иоганна Бойе (1795-1856) и Августы Кристины Марии Роткирх (1806-1861).
Послужной список:
- Получил образование в Морском кадетском корпусе (1840—1846). 21 августа 1846 года произведен в мичманы.
- 1848—1851 — на кораблях «Лефорт», «Орёл», «Россия», «Константин» и фрегате «Прозерпина» крейсировал в Балтийском море и Финском заливе.
- 6 декабря 1850 года произведён в лейтенанты.
- 1852—1853 — ходил до Готенберга.
- 1854 — командирован в Финляндию для наблюдения за постройкой 15 канонерских лодок.
- 25 июня 1856 года назначен адъютантом Его Императорского Величества генерал-адмирала Великого князя Константина Николаевича. 22 декабря 1856 года назначен старшим офицером корвета «Баян» с оставлением в должности адъютанта[1].
- 1856 — лейтенант, командир винтовой лодки «Стерлядь». Награждён орденом Святого Станислава III степени.
- 1857 — На винтовом корвете «Баян», в должности старшего офицера, перешёл из Бордо в Кронштадт.
- 1858 — Командирован в Англию, наблюдал за прокладкой телеграфного кабеля в океане из Англии в Америку, о чём докладывал Великому князю Константину Николаевичу[2], затем плавал по портам Средиземного моря и до Константинополя, откуда прибыл в Николаев.
- 9 сентября 1859 года произведён в капитан-лейтенанты.
- 1860—1861 — на фрегате «Олег» перешёл из Кронштадта в Средиземное море.
- 1863 — награждён орденом Святого Станислава II степени.
- 1865 — в Англии и Франции состоял под руководством военно-морского агента контр-адмирала Г. И. Бутакова).
- 1 января 1866 года произведён в Капитаны 2-го ранга.
- 1869 — награждён орденом Святой Анны 2-й степени с мечами.
- 1 января 1870 года произведён в Капитаны 1-го ранга.
- 22 августа 1881 года произведён в контр-адмиралы.
- С 21.09.1881 — в отставке.

## Публикации

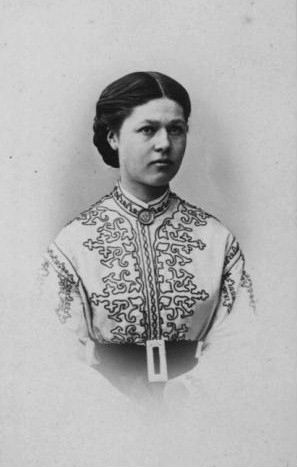
Евгения Яковлевна Бойе, ур. Дашкова

В «Морском сборнике» напечатаны его статьи:
- «Письмо с эскадры Атлантического телеграфа» (1858),
- «Чрез Атлантический телеграф» (1858),
- "Винтовая канонерская лодка «Стерлядь» (1856).

Даритель книг Севастопольской морской библиотеки (1844)

## Семья
Жена (с 4 апреля 1882 года) — Евгения Яковлевна Дашкова (1842—1906), дочь дипломата Я. А. Дашкова.
Сын: Эмилий-Рейнгольд Акселевич Бойе (?—?), в 1870 произведен в капитан-лейтенанты.